# Michael Witt
Michael Witt (* 28. Februar 1940 in Saloniki; † 21. März 2012 in Berlin) war ein deutscher Kirchenmusiker an der katholischen Hauptkirche des Erzbistums Berlin, der St. Hedwigs-Kathedrale.

## Leben und Wirken
Witt wuchs in Bautzen auf. Dort sang er seit dem 10. Lebensjahr im Chor am St. Petri-Dom. Während des Studiums der Evangelischen Theologie an der Humboldt-Universität zu Berlin (1. Staatsexamen 1963) leitete er den Chor der Evangelischen Studentengemeinde und legte die C-Prüfung als Kirchenmusiker ab. Nach dem Staatsexamen begann er ein Studium an der Kirchenmusikschule in Halle (Saale). Nach dem A-Examen 1968 setzte er seine Ausbildung in den Fächern Chor-, Orchester- und Ensembleleitung sowie Cembalo an der Hochschule für Musik „Hanns Eisler“ Berlin fort (Staatsexamen 1972).
Bereits als Kantor und Organist der Berliner Pfingstkirche (1965–1975) leistete er eine umfassende Chor- und Ensemblearbeit. 1975 berief das bischöfliche Ordinariat in Berlin den evangelischen Kirchenmusiker Michael Witt zum Domorganisten und Chorleiter der St. Hedwigs-Kathedrale, wo er den Domchor von St. Hedwig neu ins Leben rief – der Großteil der Chorsänger war nach dem Mauerbau mit Karl Forster, getrennt von der Kathedrale, im Westteil der Stadt verblieben, wo er als Chor der St. Hedwigskathedrale parallel fortbestand. Seit dieser Zeit baute Witt, dem 1983 von Kardinal Joachim Meisner der Titel Domkapellmeister verliehen wurde, mit großem Organisationstalent, pädagogischem Geschick und musikalischer Flexibilität eine regulierte, vielgliedrige und der Kathedralkirche des Bistums Berlin angemessene Kirchenmusik auf. Bis zu seiner Pensionierung im Juli 2005 stand er zusätzlich einer Choralschola, einem Ensemble für Alte Musik, einem Knaben- und Mädchenchor, einer Jugendkantorei sowie einem Favorit- und Bläserchor vor. Sein besonderes Engagement galt der Nachwuchsförderung. Er gründete die Domsingschule, zu deren Leiter er 1993 ernannt wurde. Sein größtes Verdienst war, im geteilten Berlin die kirchenmusikalische Tradition an der St. Hedwigs-Kathedrale wieder neu begründet zu haben. Zum 1. September 1998 wurde Michael Witt von Kardinal Georg Sterzinsky die Leitung des Chores der St. Hedwigs-Kathedrale übertragen. Im Januar 2006 gründete er im Ruhestand die Ökumenische Seniorenkantorei Berlin als eine Einrichtung des Kirchenkreises Berlin-Mitte.
Die Pflege der Alten Musik und deren historische Aufführungspraxis war ihm zeitlebens ein besonderes Anliegen seiner Arbeit. Dafür gründete er verschiedene Instrumentalensembles wie das Berliner Gamben-Quartett und ein Kammerorchester, welches sich aus Berliner Musikstudenten speiste und dem Domchor bei den Aufführungen vokalsinfonischer Werke und Oratorien zur Seite stand. Er gilt zu Recht als einer der Pioniere der historischen Aufführungspraxis in Berlin. Ebenso engagierte er sich für die Uraufführung zeitgenössischer Kompositionen, so der Chorwerke des Berliner Komponisten Helge Jung.
Seine musikalische Vielseitigkeit und die Breite seines Wissens wirken sich bis heute über die Musiker, die mit ihm arbeiteten, befruchtend auf die Berliner Kirchenmusik- und Alte-Musik-Szene aus.

## Auszeichnungen
- Am 27. Februar 2000 wurde Michael Witt anlässlich seines 60. Geburtstages und 25-jährigen Dienstjubiläums von Georg Kardinal Sterzinsky die höchste Auszeichnung des Erzbistums Berlin, die „Silberne Hedwigsmedaille“, verliehen.